# Pauline Murray

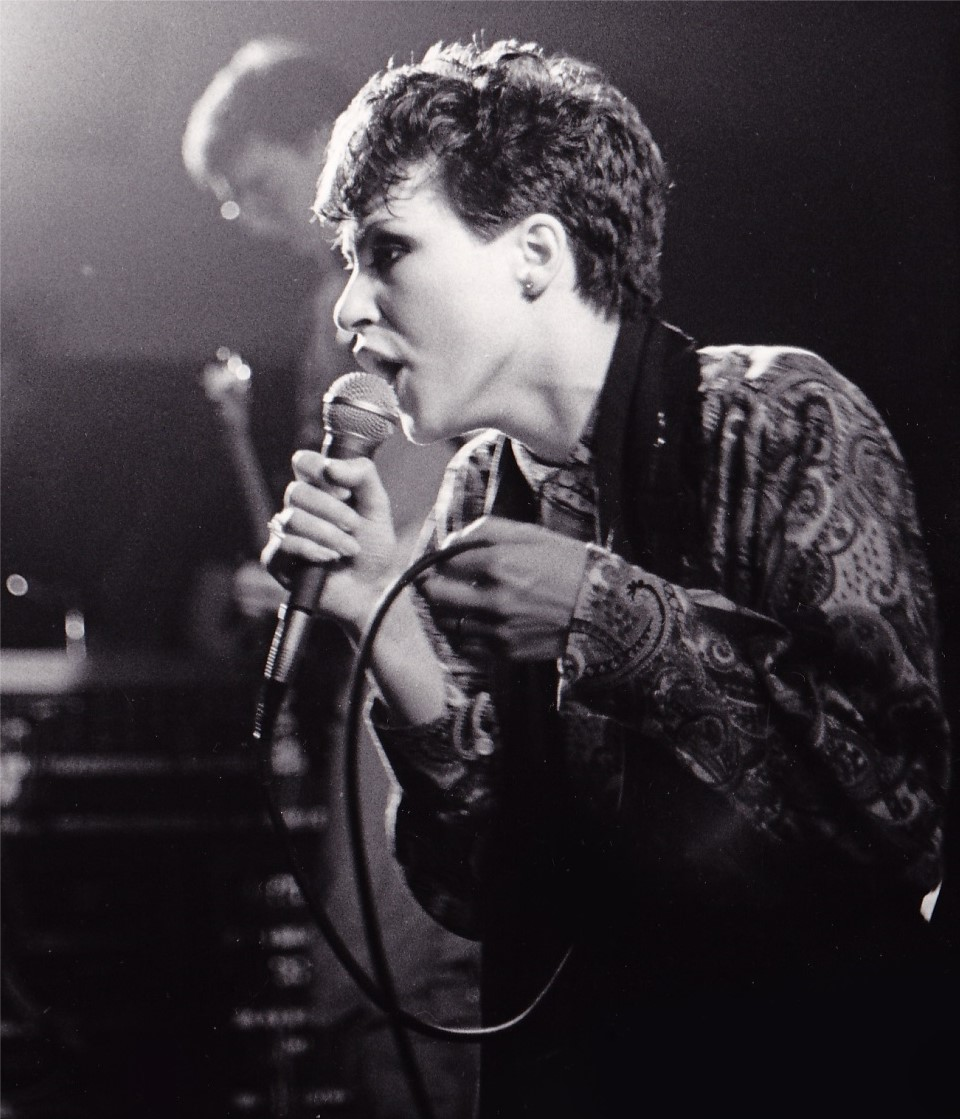
Pauline Murray, Konzert mit den Invisible Girls, Den Haag, 1981

Pauline Murray (* 8. März 1958 in Durham, England; zeitweilig auch Pauline Noname) ist eine britische Sängerin, Songschreiberin und Musikerin des Punk und New Wave. Sie wurde bekannt als Sängerin der Punkband Penetration, ehe sie als Solokünstlerin – zeitweilig mit der Band des Produzenten Martin Hannett, The Invisible Girls – ihre Musik veröffentlichte. Nach weiteren Soloprojekten zog sie sich in den 1990er Jahren aus dem Musikbusiness zurück, trat aber ab 2001 nach einer Reunion wieder mit Penetration auf. 2020 erschien ihr drittes Soloalbum.

## Leben und Karriere

### 1976–1979: Penetration
Murray wuchs in einer Arbeiterfamilie im Nordosten Englands auf, in der Bergbau-Kleinstadt Ferryhill im County Durham zwischen Middlesbrough und Newcastle, und studierte am Darlington College. Die Situation für Teenager Mitte der 1970er Jahre dort sei trostlos gewesen. „In Newcastle passierte überhaupt nichts,“ sagte sie später, „1976 [war dort] alles tot … Also fuhren wir immer nach Manchester und Liverpool.“ Murray hatte seit sie 14 war Konzerte besucht; Glam-Rock-Bands wie die New York Dolls, Roxy Music, David Bowie und Lou Reed, Vertreter des Pubrock wie Dr. Feelgood und Eddie and the Hot Rods, später viele US-Künstler wie Patti Smith, Ramones und Blondie. Mit Freunden sang sie in dieser Zeit in einer Coverband Songs der New York Dolls und von Jonathan Richman. 1976 sahen sie erste Konzerte des aufkommenden Punkrocks. Nachdem Murray im Mai 1976 einen Auftritt der Sex Pistols in Northallerton besucht hatte, richteten sie und ihre Freunde Robert Blamire (E-Bass), Gary Smallman (Schlagzeug) und Gary Chaplin (Gitarre) ihre Band neu aus. Die Pistols gesehen zu haben, sagte Murray später, habe in ihnen den Drang geweckt, sich der neuen Bewegung anzuschließen. Sie begannen, eigene Songs zu schreiben und Gigs zu organisieren. Sie benannten sich nach dem Song Penetration von Iggy Pop. Dabei benutzte Murray anfangs den Bühnennamen Pauline Noname. Punk bedeutete für Murray und ihre Zeitgenossen, Neuland zu betreten, auszubrechen aus den festgefahrenen Bahnen der (britischen) Gesellschaft, in der, so Murray, „Heuchelei und Engstirnigkeit“ allgegenwärtig waren. Dieses Aufbegehren gegen autoritäre Konventionen spiegelte sich speziell in Murrays Text der ersten Penetration-Single, Don’t Dictate, wider: 

“Penetrating voices going through my head
I haven’t listened to a thing they said
Always they removed the answers
I won’t suffer the consequences
Torn between the two
Right or wrong there is no answer
Don’t tell me what to do
It’s my choice I’m taking a chance yeah
Don’t dictate, don’t dictate, don’t dictate, dictate to me”

„Durchdringende Stimmen gehen mir durch den Kopf
Ich habe keinem Wort zugehört
Sie sind alle Antworten schuldig geblieben
Ich will die Folgen nicht tragen
Zerrissen zwischen beiden
Richtig oder falsch, darauf gibt es keine Antwort
Sagt mir nicht, was ich tun soll
Es ist meine Wahl, ich versuche mein Glück,
Macht keine Vorschriften, macht mir keine Vorschriften“

Im Oktober 1976 gaben Penetration ihr erstes Konzert im Rock Garden in Middlesbrough; im April 1977 spielten sie bereits im Londoner Roxy Club. Auf der Bühne war die 19-jährige Murray „cool wie Patti Smith, selbstbewusst wie Debbie Harry und aufregend wie Iggy Pop.“ Dabei spielte sie aber nie in den Vordergrund, dass sie eine Frau war, oder setzte auf ihren „Sex-Appeal“, um die Band zu pushen:

„Ich trage keine Röcke. Ein Rock schränkt dich auf der Bühne ein. Und warum sollte ich meine Beine vorführen wollen?“

Rough-Guide-Autor Andy Lewis schreibt, dass die Band trotz dieser Einstellung im Wesentlichen um Murray herum aufgebaut gewesen sei. Sie schrieb die Songtexte für die sozialkritische Band – eher aus der Notwendigkeit heraus, dass sie als Sängerin Texte haben wollte, die sie auch gerne singen wollte. Dafür brauche sie auch heute noch „erst einmal eine interessante Idee, eine Bedeutung – auch wenn ich sie nur selbst sehe“. Einen ihrer Texte aus der Anfangszeit trug sie 2016 beim Poetry and Lyrics Festival in London vor, auf dem sie neben anderen Songschreiberinnen des Punk auftrat. Sie las Silent Community („Schweigende Gemeinschaft“), ein Gedicht über die Menschen in ihrer Heimatgemeinde Ferryhill, das als Song auf der ersten Penetration-LP erschien: 

“There’s a lot of freedom
But not enough choice
Habits never change
And there’s only one voice
50 odds under 25’s
Are past the caring age
What will have to happen
Before this place can change
Nothing to do and nothing to say
The silent community is here to stay”

„Es gibt eine Menge Freiheit
Aber nicht genügend Auswahl
Gewohnheiten ändern sich nie
Und es gibt nur eine Stimme
Ungefähr 50 unter 25-Jährige
Sind aus dem Pflegealter heraus
Was wird passieren müssen
Bevor sich dieser Ort ändern kann
Nichts zu tun und nichts zu sagen
Die schweigende Gemeinschaft ist hier um zu bleiben“

Ihr starker Gesang und die energiegeladenen Auftritte seien mit denen von Siouxsie Sioux vergleichbar gewesen. Murray selbst sagte 30 Jahre später:

„Ich war eine aus dem Volk. Das war damals sehr emanzipierend für Frauen. Ich habe mich immer als Mitglied der Band gesehen und tue das immer noch.“

 Mit ihrem Sound, der nach einer Bandumbesetzung – Chaplin wurde durch Neale Floyd ersetzt, Fred Purser (später bei Tygers of Pan Tang) kam als zweiter Gitarrist hinzu – Punkrock mit Anklängen des Heavy Metal war, bauten sich Penetration eine stabile Fangemeinde auf, tourten fünf Wochen in den USA und erzielten in ihrer Heimat einigen kommerziellen Erfolg. Julie Burchill und Tony Parsons schrieben 1978, Penetration seien eine „respektierte Old-Wave-Punkband, gänzlich aufgrund der unverwechselbaren, sanften, souligen, geilen englischen Stimme von Pauline Noname – die unglücklicherweise durch das recht herkömmliche, oft sich wiederholende Gejammer auf ein Kreischen wie von einem aufgebrachten Fischweib reduziert“ werde und rieten ihr, ihre Musiker für ein, zwei Jahre in Urlaub zu schicken, bis der Punkhype sich gelegt habe, um dann mit ihrer außergewöhnlichen Stimme neu anzufangen. In diesem Hype der Jahre 1976 bis 1979, in dem jede Plattenfirma ihre eigenen Punk-Singles auf den Markt bringen wollte, erhielten auch Penetration einen Vertrag für zunächst eine Single bei dem damals noch Independent-Label Virgin Records, auf dem auch die Sex Pistols veröffentlichten. Don’t Dictate erschien im November 1977. Die Zusammenarbeit wurde verlängert, und Penetrations Alben Moving Targets (1978) und Coming Up for Air (1979) bei Virgin erreichten Platz 22 respektive 36 in den offiziellen britischen Charts. Ende 1979 löste die Band sich nach einer letzten Tournee auf, was sie bei einem Konzert in Newcastle am 14. Oktober 1979 bekanntgaben – dieser Auftritt wurde aufgezeichnet und erschien später in Auszügen auf der offiziellen Bootleg-LP Race Against Time, das komplette Set wurde 2008 auf der CD Live 1978–1979 veröffentlicht. Dem NME sagte Murray später:

„Ich wollte nur Spaß haben und nicht, dass wir immer an Hitsingles und an die Eroberung Amerikas und an das Schreiben für die nächste LP denken. Das wäre dasselbe, wie einen festen Job zu haben.“

### 1980–1981: Pauline Murray and the Invisible Girls

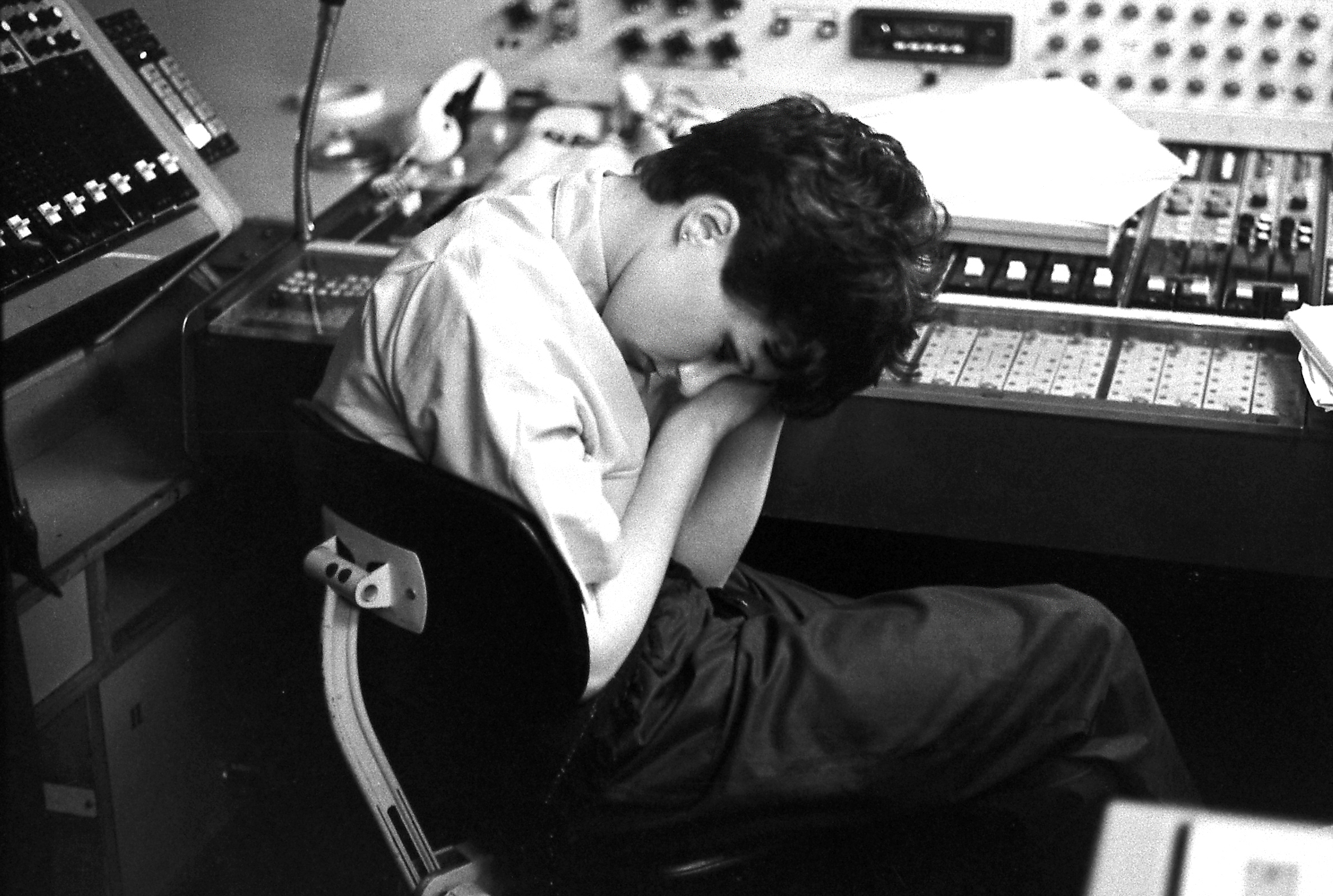
Pauline Murray, 1981

In der ersten Jahreshälfte 1980 arbeitete Murray mit der Band The Only Ones für deren Album Baby’s Got a Gun zusammen; auf der Single Fools wurde sie gemeinsam mit Peter Perrett als Sängerin gefeaturet. Bei einigen Konzerten der Band kam sie für die Zugabe mit auf die Bühne.
Murray und Blamire zogen von Newcastle nach Manchester um. Hier begann die Zusammenarbeit mit Martin Hannett und seiner Band. Diese brachte einen Wechsel im Sound. Murray schrieb mittlerweile nicht mehr nur die Texte, sondern komponierte auch viele Stücke, allein oder mit Blamire – ein Wendepunkt, denn bei Penetration waren die Songs um Gitarrenriffs aufgebaut. Das erste Publikum, das vier neue Songs hörte, waren die Hörer der John-Peel-Show bei BBC Radio 1 am 31. März 1980. Bei der Peel Session wurden Blamire und Murray noch von Gitarrist Alan Rawlins (Cowboys International) und Peter Howells (The Drones) am Schlagzeug begleitet. Anfang Juli 1980 wurde bekannt, dass Murray und Blamire, nach vertraglichen Problemen – sie hatten bei Verhandlungen mit Virgin erwartet, dass ihr Vertrag erneuert werde, das Label bot ihnen jedoch nur einen Kontrakt für eine einzelne Single an – ein eigenes Musiklabel, Illusive Records (im Vertrieb von RSO Records), gegründet hatten. Nur wenige Tage später erschien die erste Single von Pauline Murray and the Invisible Girls, Dream Sequences. Nach dem rohen Punk der Anfangsjahre folgte mit den Invisible Girls eine Phase von „ätherischen, gelegentlich großartigen Popaufnahmen, die in der Retrospektive wie ein möglicher Einfluss auf die Cocteau Twins [oder] Everything but the Girl klangen“. Simon Ludgate bescheinigte ihr, dass sie auf der ersten Single eine „außergewöhnliche, schwermütige Stimme“ habe. Im Interview mit dem Record Mirror sagte Murray, sie hätte gedacht, dass Dream Sequence eine gute Position in den Charts erreichen würde. Die Single kam jedoch nur auf Platz 67.

„Sie verkaufte sich besser als die Penetration-Platten. Ja, ich hätte sie gern höher gesehen … die Charts sind nichts, wofür man sich schämen müsste. Wenn wir über die Popsongs reden, die wir machen: die Leute erwarten von uns keinen Middle-of-the-Road-Pop. Pop ist sowieso ein schreckliches Wort.“

Einen Monat danach erschien das in den Strawberry Studios aufgenommene Album Pauline Murray and the Invisible Girls, das Platz 25 in den britischen Charts erreichte; vom Rezensenten des Record Mirror erhielt die LP fünf Sterne. Er beschrieb den Sound der Songs Time Slipping und Sympathy als eine Mischung des „am meisten süchtig machenden von ABBA und dem vollkommensten von Joy Division, sehr eingängig aber sehr hart.“ Neben Blamire spielten darauf unter anderen Vini Reilly (The Durutti Column), Wayne Hussey, John Maher von den Buzzcocks und Bernard Sumner. Der Stil wirkte wie eine Brücke zwischen New Wave und Pop der späteren 1980er Jahre.

„Es wurde nach der Punk-Zeit geschrieben und aufgenommen, aber bevor Martin Rushent und The Human League den leichten Pop wieder respektabel machten. Wir wählten 1980 den anderen Martin [Hannett], weil wir den unglaublichen Sound wollten, den er für Joy Division und Magazine geschaffen hatte.“

David Wilkinson spürte in den Liedern des Albums „den dünner werdenden, aber immer noch glitzernden Unterton der politischen Träumereien, der sich durch den [Punk-]Rock der Gegenkultur bis zum Post-Punk zieht, in Metaphern, die etwas Vorstellbares, wenn auch nicht ganz Reales heraufbeschwören.“ Zum Eröffnungssong des Albums schrieb er 2015 anlässlich dessen Wiederveröffentlichung: 

„Screaming in the Darkness scheint nicht nur Murrays Gefühl von Unbehagen und Unsicherheit einzufangen, sondern auch die Stimmung eines Großbritannien, das in die frühen Tage einer Regierung der Konservativen eingetaucht worden war, deren Politik der Brandrodung das Leben des Landes bis heute verändern würde. Entfremdung und die Unzulänglichkeit der individualistischen Zieh-dich-selbst-am-Schopf-aus-dem-Sumpf-Rhetorik werden prägnant ausgedrückt in den Zeilen: ‚Ich fragte eine Unbekannte, was ich tun solle / und alles was sie sagte war, ›das musst du schon selbst entscheiden‹‘“

Zu ihrer Weiterentwicklung als Songschreiberin sagte Murray, dass sie Penetration als „körperlich, energetisch, intensiv und nach außen gerichtet“ empfunden habe; die Texte für Pauline Murray and the Invisible Girls seien persönlicher, sanfter und introspektiver gewesen, da sie Zeit zum Nachdenken gehabt habe und in der Lage gewesen sei, persönlichere Songs zu schreiben, die nicht an das Punk-Genre gebunden waren. Simon Jay vom Rockshot Magazine sagte in einem Interview mit Murray, wenn er die Texte der Songs des Albums separat von der Musik lese, wirkten sie wie ein Gedichtband. Murray selbst empfand Judgement Day („Tag des Jüngsten Gerichts“), das Schlussstück der B-Seite, als einen ihrer am besten gelungenen Texte.

„Ich bekam die Inspiration durch den Tod meiner Großmutter. Er ist schon ein bisschen düster. Es geht darum, keinen Besitz zu haben, denn am Ende besitzen wir nichts mehr. Keine Illusionen, keine Vereinbarungen und keine Zukunftspläne. Ziemlich trostlos in dem Moment, in dem man nicht loslassen will; aber hoffentlich dennoch ziemlich erbauend, weil er (der Song) die Menschen universell verbinden kann.“

Im Oktober 1980 ging Murray mit John Cooper Clarke, mit dem sie sich die Backing-Band The Invisible Girls teilte, auf eine ausverkaufte Tournee unter dem Titel Girls Nights Out. Musikkritiker waren begeistert von den Konzerten. Frank Worrall schrieb über den Auftritt in Manchester, Murray habe großartig gesungen, die Emotion ihrer Lieder ausgelebt, ihre Stimme ausbalanciert zwischen rauem Geschrei auf der einen Seite und gefühlvollen, berührenden Akkorden auf der anderen. Im New Musical Express lobte Adrian Thrills: „Auf der Bühne ist Pauline weitaus relaxter und selbstsicherer als in ihrer Zeit mit Penetration, setzt ihre großartige Stimme in vollem Umfang ein und verliert dabei wenig von ihrer düsteren Northern-Soul-Intensität.“
Im November folgte die Single Mr. X, zu der Mike Nicholls im Record Mirror meinte, dass der Text in einem Maße verloren ginge, dass Paulines Stimme nur ein weiteres Instrument in dieser grandiosen Produktion geworden sei. Im April 1981 erschien auf einer Single noch der Song Searching for Heaven, den Stewart Mason von AllMusic für „einen der besten Songs in Murrays langer und bewegter Karriere“ hält. Mike Gardner vom Record Mirror bescheinigte dem Song einen „elegante[n] Soundwirbel um die charakteristischen Melodien von Ms. Murray, das einen überragend konstruierten Song aus den Lautsprechern ertönen lässt in einer Qualität und Magie, die heutzutage selten ist.“ Aufgrund von Hannetts Drogenabhängigkeit wurden dann die Invisible Girls aufgelöst. Pauline Murray tourte mehrere Wochen – mit Blamire, Wayne Hussey, John Maher und Peter Barratt als Backing-Band – auf dem europäischen Kontinent und in Großbritannien. Der Rezensent des Konzerts im Londoner Lyceum prognostizierte der Band eine erfolgreiche Zukunft: „Da ihre Besetzung jetzt beständig zu sein scheint, sollten sie nun immer erfolgreicher werden können.“ Doch anschließend richtete Pauline Murray ihre Karriere ebenso neu aus wie ihr Leben; sie trennte sich von ihrem Ehemann und war seither auch privat mit ihrem heutigen Ehemann Robert Blamire liiert, mit dem sie eine Zeitlang in Liverpool lebte.

### 1984–2001: Solokarriere und Rückzug

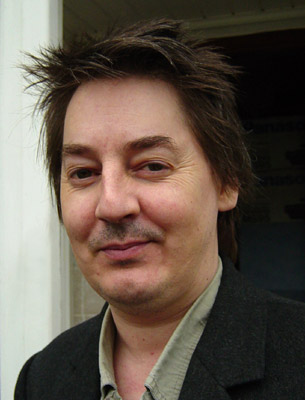
Paul Harvey, Gitarrist in Murrays Band (Foto: Charles Thomson)

Erst 1984 erschien die nächste Aufnahme von Murray. Das Paar war mittlerweile nach Newcastle zurückgekehrt. Blamire spielte neben Bass nun auch Gitarre und Keyboard. Als Pauline Murray & the Storm, mit Paul Harvey an der Gitarre und Tim Johnson am Schlagzeug, veröffentlichten sie ihre Single Holocaust, Coverversion einer Alex-Chilton-Komposition von dem Big-Star-Album Third/Sister Lovers; der Song auf der B-Seite, Don’t Give Up, war eine Eigenkomposition Murrays und wurde unter dem Namen Pauline Murray & the Saint geführt. Ihr Label war mittlerweile zu einem Indie-Label geworden und hieß nun Polestar Records, da RSO 1983 aufgelöst worden war. Die Single erreichte Platz fünf in den U.K. Indie Charts. Zur Single-Veröffentlichung New Age schrieb Greil Marcus:

„Murray sang vor zehn Jahren Penetrations typisches Punk-Manifest Don’t Dictate, und seither bekennt sie sich zu ihrer eigenen Stimme: verträumt, süß, verspielt, verwirrt, lyrisch, vor allem aber naiv. Es liegt alles in ihrem Klang; von Dream Sequence im Jahr 1980 bis heute hat sie Fragen beantwortet, die sonst niemand stellt.“

Nach einer weiteren Veröffentlichung unter diesen Namen folgten 1989 die Single This Thing Called Love und das Album Storm Clouds. Bei diesen stand nun erstmals allein Pauline Murray auf den Labels. Ansprechend dunkel und nachdenklich empfand Stewart Mason die LP, sie erinnerte ihn an Siouxsie and the Banshees in ihrer mittleren Schaffensperiode. Mit den neuen Songs ging Murray auf Tournee, ehe sie sich für längere Zeit ins Privatleben zurückzog. In dieser Zeit baute sie mit Blamire die Polestar Studios (heute im Stadtteil Byker in Newcastle) auf und aus, managte verschiedene Bands, promotete Konzerte, erlernte Reflexzonenmassage, baute einen Gemeindechor auf und zog zwei Kinder groß. Es dauerte bis Anfang der 2000er Jahre, bis sie zurückkehrte – erneut als Frontfrau von Penetration.

### 2001–2020: Wiedervereinigung von Penetration
Im Jahr 2001 entschieden sich Murray und Blamire, ihre alte Band wiederzubeleben. Sie arrangierten eine Probe mit der Originalbesetzung von 1979, doch Neale Floyd und Fred Purser konnten das Projekt nicht weiter verfolgen. Gary Smallman blieb jedoch dabei, dazu kamen Paul Harvey aus der Storm-Clouds-Zeit und Steve Wallace als Gitarristen. Die fünf probten, bis sie ein ganzes Liveset zusammen hatten, und gaben danach wieder Konzerte; Punk erlebte gerade ein Revival.

„Als ich jung und in der Band war, dachte ich, dass ich mit 23 ein alter Sack wäre. Ich zog mich zurück. Ich dachte, das ist es jetzt … zu alt. Aber offensichtlich, wenn man älter wird – als wir diese Songs wieder gesungen haben, fühlte es sich richtig an. Ich hätte das nicht gekonnt, wäre dem nicht so gewesen. Es fühlte sich wieder relevant an. Auf irgendeine Weise mussten die Dinge, die [damals] gesagt worden waren, wieder gesagt werden.“

2008 und 2010 erschien je eine Single (Our World und The Feeling) der Band, es dauerte jedoch noch fünf weitere Jahre, bis das dritte Studioalbum von Penetration veröffentlicht wurde. Resolution kam im Oktober 2015 auf den Markt. Smallman war mittlerweile nicht mehr involviert, für ihn war John Maher zur Band gestoßen. 2017 gab es zwei Single-Veröffentlichungen für Fans über das Projekt PledgeMusic mit einer Auflage von jeweils 520 Stück. Zwischenzeitlich hatte Murray 2013 angefangen, nebenher Solokonzerte ohne Begleitung zu geben. Im Juni 2019 stand sie beim Benefizkonzert für Pete Shelley mit den Buzzcocks auf der Bühne und sang deren Hit Love You More, schon im März des Jahres hatte sie bei den Vive-le-Rock-Awards mit Steve Diggle den Buzzcocks-Hit What Do I Get interpretiert.

### Ab 2020: Neues Soloalbum
Schon 2016 begann Murray mit Aufnahmen in Frankreich, ein neues Album vorzubereiten. Elemental wurde 2019 in den Polestar-Studios vervollständigt und am 2. Oktober 2020 veröffentlicht. Neben ihrem Partner Rob Blamire gehörten erneut Paul Harvey und Steve Wallace zum musikalischen Personal, dazu kamen Ken Goodinson, Steve Hopkins (Keyboards) und der Schlagzeuger Paul Thompson von Roxy Music, einer Band, die Murray als Teenager verehrt hatte.
Die Songtexte spiegeln wie schon in der Anfangszeit mit Penetration noch immer ihre sozialkritische Einstellung. Sie handeln, so sagte Murray im Juni 2020, „vom Druck, sich den gesellschaftlichen Wahrnehmungen und Erwartungen anzupassen.“ Mit einigen Konzerten promotete Murray das Album, ehe der Lockdown wegen der Covid-19-Pandemie im Oktober 2020 ihre Tour vorzeitig beendete.

„Elemental bestätigt Pauline Murray erneut als eine klassische und hinreißende Stimme unserer Zeit, mit starkem Gesang voller Emotion und Melancholie, die vom Lauf der Zeit ungetrübt blieb.“

Für das Frühjahr 2021 war Murray als Support-Act für die Tournee der Psychedelic Furs vorgesehen, die jedoch wegen der Pandemie auf den Herbst des Jahres und dann erneut auf April 2022 verschoben wurde.
Im Februar 2021 wurde das Album Nature Always Wins von Maxïmo Park veröffentlicht, das teils in den Polestar-Studios aufgenommen wurde und auf dem Murray auf dem Track Ardour gefeaturet wird. Maxïmo Park waren auch vorher bereits Nutzer des Studios von Murray und Blamire; unter anderem nahmen sie dort mit My Life in Reverse die B-Seite der Single Apply Some Pressure (veröffentlicht 2007) auf.

## Auszeichnungen
In der Umfrage zu den besten Künstlern des Jahres 1980 wählten die Leser des Record Mirror Pauline Murray auf Platz zehn der besten Sängerinnen.
Protestsänger Billy Bragg gab 1983 Pauline Murray in einer „Hit-List“ als eine seiner Heldinnen an.

## Diskografie

### Mit Penetration
Alben
- 1978: Moving Targets (Virgin)
- 1979: Coming Up for Air (Virgin)
- 1979: Race Against Time (Clifdayn, official bootleg – Demos und Liveaufnahmen)
- 1992: BBC Radio 1 Live in Concert (Windsong; Split LP mit The Ruts)
- 1993: Penetration (Race Against Time + session tracks, Burning Airlines, CD, USA)
- 1995: Don’t Dictate … The Best of Penetration (Virgin, CD Compilation)
- 2005: The Best Of (EMI Gold, Compilation)
- 2008: Live 1978–1979 (Easy Action)
- 2015: Resolution (Polestar)

Singles

Penetration: Danger Signs (12"-Single)

- 1977: Don’t Dictate / Money Talks (Virgin)
- 1978: Firing Squad / Neverr (Virgin)
- 1978: Life’s a Gamble / VIP (Virgin)
- 1979: Danger Signs / Stone Heroes (Virgin)
- 1979: Come into the Open / Lifeline (Virgin)
- 1983: Don’t Dictate (12" EP; Virgin)
- 2008: Our World / Sea Song (Damaged Goods)
- 2010: The Feeling / Guilty (Damaged Goods)

### Mit The Only Ones
- 1980: The Only Ones (featuring Peter and Pauline) - Fools (Single-A-Seite)

### Pauline Murray and the Invisible Girls
Alben
- 1980: Pauline Murray and the Invisible Girls (Illusive)

Singles
- 1980: Dream Sequence 1 / Dream Sequence 2 (Illusive)
- 1980: Mr. X / Two Shots (Illusive)
- 1981: Searching for Heaven / Animal Crazy (Illusive)

### Pauline Murray and the Storm*/Pauline Murray and the Saint**
Singles und EPs
- 1984: Holocaust* /  Don’t Give Up** (Polestar)
- 1986: New Age* / Body Music* (Polestar)
- 1987: Hong Kong EP (Close Watch / All I Want // Body Music / Holocaust)** (Polestar)

### Pauline Murray
Alben
- 1989: Storm Clouds (Cat & Mouse, wiederveröffentlicht 1991 auf Polestar)
- 2020: Elemental (Polestar)

Singles
- 1989: This Thing Called Love / Mr. Money / Pressure Zone (Cat & Mouse)
- 2000: Halloween 2000 (Polestar)

### Mit Maxïmo Park
- 2021: Ardour (Albumtrack, Prolifica Inc.)